# Кубовая (Брянская область)
Кубовая — посёлок в Выгоничском районе Брянской области, в составе Орменского сельского поселения. Расположен в 5 км к западу от деревни Орменка. Население — 2 человека (2010).

## История
Упоминается с 1920-х гг. как хутор; ранее (с XVIII века) на этом месте существовал винокуренный завод. С 1930-х гг. до 2005 года входил в Орменский сельсовет.
| Годы      | 1926 | 1979 | 1989 | 2002 | 2010 |
| --------- | ---- | ---- | ---- | ---- | ---- |
| Население | 10   | 33   | 19   | 5    | 2    |